# Bad Oldesloe
Bad Oldesloe (dansk Oldeslo) er en by i det nordlige Tyskland under Kreis Stormarn i delstaten Slesvig-Holsten.

## Historie
Området har været beboet siden Ældre stenalder. Flinteredskaber fra den tid (6,000 – 4,500 f. Kr.) fundet i området defineres som Oldesloer Stufe.
Byen havde i 1803 1.783 indbyggere, i 1835 2.562 indbyggere, i 1840 2.667 indbyggere, i 1845 2.926 indbyggere i 1855 3.437 indbyggere og i 1860 3.774 indbyggere.

## Menno Simons
Menno Simons, grundlægger og navngiver af Mennoniterne, der er en protestantisk frikirke af gendøbere.